# Die Abenteuer des Juan Quin Quin
Die Abenteuer des Juan Quin Quin ist ein kubanischer Spielfilm. Der Film basiert auf dem Roman Juan Quinquin en Pueblo Moche von Samuel Feijóo. Er wurde u. a. 1968 mit der Ehrenurkunde des II. Iberoamerikanischen Treffens in Barcelona und 1969 auf dem II. Internationalen Filmfestival 1969 in Phnom Penh mit der Goldenen Apsara ausgezeichnet. Der Film wurde von der DEFA synchronisiert. In der Bundesrepublik Deutschland hatte er seine Premiere am 14. September 1970 im Zweiten Deutschen Fernsehen (ZDF).

## Handlung
Juan Quin Quin ist ein aus armen Verhältnissen stammender Abenteurer. Er verdingt sich als Kirchendiener und Zirkusartist, tritt als Stierkämpfer auf und arbeitet auf einer Kaffeeplantage. Vom Plantagenbesitzer um seinen Verdienst betrogen, spielt er in einem Straßentheater Jesus. Nach Ausbruch der Revolution tritt Juan zusammen mit seinem Freund Jachero in die Revolutionsarmee Fidel Castros ein. Auf einer Kundschafterpatrouille wird Jachero von Regierungssoldaten getötet. Juan erinnert sich an ihre gemeinsamen Erlebnisse und ihren gemeinsamen Kampf.

## Kritiken
„Espinosa hat die Ernsthaftigkeit der Revolution demystifiziert und der Lächerlichkeit preisgegeben, was ihm das Publikum honorierte und gewissen Funktionäre verübelten. Er hat dabei wie Alea und Alvarez auch mit Popelementen der kapitalistischen Massenkultur gearbeitet, sie gebrochen, verfremdet und so bewiesen, daß der distanzierte Umgang mit dem Medium die Sinne anregen und Vergnügen bewirken kann.“

„In Die Abenteuer des Juan Quin Quin wirkt die Tradition des spanischen Schelmenromans mächtig weiter. Die Slapstick-Elemente der crazy comedy treten hinzu und parodierte Klischees des amerikanischen Western mit seinen Überfällen und Verfolgungen  - man mag sich hier erinnern, daß auch der sowjetische Film solcherart die revolutionären Ereignisse darzustellen versucht. Exzentrik, Assoziation an Comics, eine fröhliche Tingeltangelstimmung von Jahrmarktattaktionen, eine Prise Sex, viel grobschlächtige, drastische Satire, und dies verbunden mit einer brutalen Realistik bei der Schilderung der Verhältnisse im vorrevolutionären Kuba, mit einer heftigen Dynamik revolutionären Elans. In kühnem und temperamentvollem Umgang mit sehr heterogenen Ausdrucksmitteln ist eine glückliche Synthese von internationalem Anspruch und einer naiv-eindringlichen Volkstümlichkeit gelungen, originell und sehr, sehr lateinamerikanisch.“

„Die Geschichte Juan Quin Quins, des Bauern, der vom Priesterdiener zum Revolutionär wird und sich dabei wie eine Mischung aus Till Eulenspiegel und Robin Hood ausnimmt, pendelt gekonnt zwischen Schelmenstückchen und Aufruf zur Rebellion. Prächtige Darsteller, gelungene Zitate aus einem halben Dutzend Filmgattungen, echter, nachvollziehbarer Humor und das alle Langeweile ausschließende Tempo des Film machen ihn jeder Empfehlung (schon ab 14 Jahren) wert.“